# Sundamarabu
Der Sundamarabu (Leptoptilos javanicus) oder Sunda-Marabu ist eine südasiatische Storchenart, die auch Malaien-Storch, Java-Marabu oder Kleiner Adjutant genannt wird. Aufgrund seines zwar großen aber dabei doch eher verstreuten Verbreitungsgebietes mit eher kleinen und oft rückläufigen Populationen wird er vom IUCN als vulnerable, also „gefährdet“, eingestuft.

## Merkmale
Der 110–120 Zentimeter lange Sundamarabu hat eine Flügelspannweite von 210 Zentimetern. Die Oberseite und die Flügel sind fast schwarz, der Bauch und die Schwanzunterseite weiß gefärbt. Er hat einen kahlen Kopf, einen mächtigen Schnabel und im Gegensatz zu den beiden anderen Marabuarten keinen häutigen Kropfsack. Der Sunda-Marabu fliegt mit zurückgezogenem Kopf.

## Vorkommen
Das Verbreitungsgebiet des Sundamarabus reicht vom südlichen China nach Indien und südlich bis nach Java. Er bewohnt die Küstenmangroven, Salzsümpfe, Seen und von der Flut überschwemmte Grasflächen. Er meidet die Nähe von Menschen.

## Verhalten
Der Sundamarabu jagt vor allem Fische, wie Schlammspringer oder Kletterfische, aber auch Lurche, Krebstiere, Heuschrecken und kleine Nagetiere. Bei der Jagd durchschreitet er langsam die schlammigen Flächen und versucht die hier verborgenen Schlammspringer aufzuscheuchen. Dabei senkt er den Schnabel tief in den Schlamm. An Aas gehen sie, anders als die beiden anderen Marabu-Arten, eher selten.

## Fortpflanzung
Die Brutzeit des Sundamarabus  variiert in den verschiedenen Gebieten stark. Im nördlichen Indien reicht sie von November bis Januar; auf Sumatra brütet er im Juni und auf Borneo im Oktober.
Der Storch nistet in Feuchtgebieten des tropischen Tieflandes. Er baut sein bis zu 1,5 Meter großes Nest auf Bäumen in 12–30 Meter Höhe. Er brütet in kleinen Brutkolonien, oft zusammen mit dem Milchstorch und dem Argala-Marabu. Das Gelege besteht aus zwei bis vier Eiern und wird von beiden Altvögeln rund dreißig Tage lang bebrütet. Die Jungen kommen praktisch nackt zur Welt, entwickeln aber schon bald ein dichtes, weißliches Daunenkleid. Beide Elternvögel versorgen die Jungvögel unermüdlich. Mit etwa zwei Monaten können die jungen Sundamarabus fliegen, begleiten dann ihre Eltern noch ein paar Wochen lang bei deren Flügen und ziehen dann allein los.

## Bestand
Die Zahl des Sundamarabus geht im gesamten Verbreitungsgebiet zurück. Am häufigsten ist sie mit über 1000 Vögeln an der Ostküste von Sumatra, das ist die Hälfte der indonesischen Population. Anderswo ist er seltener. So leben in Vietnam nur mehr 50 Vögel. Die Ursachen für den Rückgang sind die Vernichtung von Lebensraum und die Störung während der Nistzeit.